# WASP-64
WASP-64 eller Atakoraka, är ensam stjärna i mellersta delen av stjärnbilden Stora hunden. Den har en skenbar magnitud av ca 12,3 och kräver ett kraftfullt teleskop för att kunna observeras. Baserat på parallax enligt Gaia Data Release 2 på ca 2,67 mas beräknas den befinna sig på ett avstånd av ca 1 220 ljusår (ca 374 parsec) från solen. Den rör sig bort från solen med en heliocentrisk radialhastighet av ca 35 km/s.

## Observation
En bildundersökning 2017 lyckades inte hitta några följeslagare till stjärnan.

## Nomenklatur
WASP-64 fick 2019 på förslag av amatörastronomer från Togo namnet Atakoraka efter Atacora, den största bergskedjan i Togo, som en del av IAU:s NameExoWorlds-kampanj. Samtidigt fick WASP-64b namnet Agouto (efter Mount Agou, den högsta punkten i Togo inom Atacora-kedjan).

## Egenskaper
WASP-64 är en gul till vit stjärna i huvudserien av spektralklass G7. Den har en massa av cirka en solmassa, en radie av cirka en solradie och utsänder energi från dess fotosfär motsvarande 0,9 gånger solen vid en effektiv temperatur av ca 5 400 K. Den har ett metallöverskott som liknar solens. Stjärnan roterar snabbt (rotationsperiod på ca 16 dygn) och drivs av en jätteplanet i en snäv omloppsbana.

## Planetsystem
En transiterande exoplanet i form av en het Jupiter, som kretsar kring WASP-64, upptäcktes av WASP 2012. Planets jämviktstemperatur är 1 672 +59−63 K, medan den uppmätta dagtemperaturen är varmare vid 1 989 +87−88 K.
På grund av planetens närhet till moderstjärnan, kan omloppsavklingning av WASP-64b komma att kunna observeras inom en nära framtid.
| Planet | Massa | Halv storaxel (AE) | Siderisk omloppstid (d) | Excentricitet | Inklination | Radie           |
| ------ | ----- | ------------------ | ----------------------- | ------------- | ----------- | --------------- |
| b      | -     | 0,0272 ± 0,0012    | 1,573253 ± 0,000027     | 0             | 89,6 ± 3,2° | 1,244 ± 0,036RJ |